# 愛荷華城 (加利福尼亞州)
愛荷華城（英語：Iowa City）是位於美國加利福尼亞州尤巴縣的一個非建制地區。該地的面積和人口皆未知。

## 地理
愛荷華城的座標為39°17′30″N 121°28′39″W / 39.29167°N 121.47750°W，而該地的平均海拔高度為59米（即194英尺）。